# Eenhoornvis
De eenhoornvis (Naso brevirostris) is een straalvinnige vissensoort uit de familie van doktersvissen (Acanthuridae). De wetenschappelijke naam van de soort is voor het eerst geldig gepubliceerd in 1829 door Georges Cuvier.